# Stillwellite-(Ce)
La stillwellite-(Ce) è un minerale.